# 皮特森烯烃合成反应
皮特森烯烃合成（Peterson反应）是α-硅基碳负离子（如格氏试剂）与醛酮加成生成β-羟基有机硅烷，而后发生消除生成烯烃的反应。 反应综述：。
立体专一性是此反应的一个显著特征。同一条件下，用β-羟基硅烷的两个非对映体分别发生消除，可以分别得到顺式和反式的烯烃。此外，同一个β-羟基硅烷在酸和碱介质中分别发生消除，也分别生成构型相反的烯烃。利用此性质可以控制产物烯烃的构型。
反应中不发生重排，具有很强的区域选择性，可用于合成末端烯烃或环外烯烃。但酸性和碱性的条件会使一些官能团受到破坏，比如双键在酸作介质时会发生重排，使产率降低，从而限制了该反应的应用。对此有很多改进办法。Chan等人的方法是用乙酰氯或氯化亚砜与羟基硅烷中间体反应，生成β-硅基酯，再使其在25°C发生分解，制取烯烃； Corey等人是用α-硅基亚胺与醛酮反应，使中间体亚胺离子原位水解，一步制得烯烃。 Corey的方法也称为Corey-Peterson反应。

## 反应机理

### 碱性介质
羟基硅烷在碱作用下生成烷氧基负离子，进攻硅原子，形成四元环的中间体（推测），然后发生顺式消除生成烯烃。
醇盐作碱时，醇钾的反应速率最快，醇钠其次，醇镁最慢。这是因为氧原子的电子密度依次降低，亲核性逐渐减弱的缘故。

### 酸性介质
酸作用下，羟基质子化，然后水作亲核试剂，进攻硅原子，发生E2消除生成烯烃。过渡态中硅基与质子化的羟基呈反叠构象。

### 双键构型
α-硅基碳负离子只含氢、烷基和供电子基时，中间体β-羟基硅烷比较稳定，可以在低温下分离出来。对羟基硅烷的两个非对映体进行拆分，然后用其中一个在酸作用下发生消除，另一个与碱作用消除，产物是相同的。此法可以用来控制产物烯烃的双键构型。
酸催化下，硅基与羟基处于反式的异构体生成E型为主的产物烯烃，处于顺式的异构体生成Z型为主的烯烃；碱催化下，反式异构体主要生成Z型烯烃，顺式异构体主要生成E型烯烃。